# Fevzi Çakmak, Alucra
Fevzi Çakmak là một xã thuộc huyện Alucra, tỉnh Giresun, Thổ Nhĩ Kỳ. Dân số thời điểm năm 2011 là 188 người.